# Christian Lautenschlager
Christian Friedrich Lautenschlager (ur. 13 kwietnia 1877 roku w Magstadt, zm. 3 kwietnia 1954 roku w Untertürkheim) – niemiecki kierowca wyścigowy.

## Kariera
W 1899 roku Lautenschlager rozpoczął pracę mechanika samochodowego w fabryce Gottlieba Daimlera. Tam wypracował sobie pozycję kierowcy testowego oraz mechanika samochodów wyścigowych. W 1908 roku Niemiec dostał szanse startów samochodem Mercedesa w wyścigach Grand Prix. W tym samym roku odniósł swoje pierwsze zwycięstwo - wygrał Grand Prix Francji 1908. Rok później powrócił do fabryki i w wyścigach startował tylko okazjonalnie. Takim okazjonalnym startem miał być wyścig o Grand Prix Francji 1914, który ostatecznie przyniósł mu wielką sławę. Tenże wyścig jest uważany za jeden z najwspanialszych wyścigów w historii Grand Prix. Na 18 okrążeniu wyścigu Niemiec wyprzedził Peugeota Georgesa Boillota, który utrzymał prowadzenie do końca wyścigu. Po I wojnie światowej Lautenschlager nie odnosił znaczących sukcesów. W 1922 roku wyścig Targa Florio ukończył na dziesiątej pozycji. W 1923 roku Niemiec był członkiem trzyosobowego zespołu Mercedesa podczas wyścigu Indianapolis 500. Jednak miał wypadek na czternastym okrążeniu. W kolejnym sezonie nie odnosił zwycięstw i zdecydował się na zakończenie kariery wyścigowej.